# Kupaža
Kupaža  (fra. coupage) je miješanje dvaju ili više jakih alkoholnih pića (obično vina) koja pripadaju istoj kategoriji i koja se u svom sastavu tek neznatno razlikuju zbog jednog ili više sljedećih čimbenika:
- načina na koji su pripremljena;
- korištenja destilacijskih kotlova;
- razdoblja odležavanja ili starenja;
- zemljopisnog područja proizvodnje.

Tako proizvedeno jako alkoholno piće pripada istoj kategoriji kao i izvorno jako alkoholno piće prije kupažiranja.

## Zakonska ograničenja
Smije se kupažirati različite sorte, različite berbe i različiti položaji iste sorte kao i različite cisterne ili bačve iste berbe. Propisi o kupažiranju i označavanju vina mogu biti različiti od države do države.
U Republici Hrvatskoj prema Zakonu o vinu RH vina smiju nositi oznaku sorte ako su proizvedena od najmanje 85 % grožđa te sorte, a oznaku godine berbe smiju nositi vina koja sadrže najmanje 85 % vina iz godine berbe oznake koju nose.
Zabranjeno je miješati stolno, kvalitetno ili vrhunsko vino sa specijalnim vinima; masulj, mošt ili vino plemenite vinove loze s proizvodima direktno rodnih hibrida; zdrava vina s bolesnim vinima i vinima s manom; bijela vina s crnim vinima radi dobivanja ružičastih vina.

## Razlozi kupažiranja vina
U bilo kojoj fazi proizvodnje vina može se kupažirati vino. Kupažiranjem vina ne može se prikriti bolesti vina. Stoga se treba izliječiti bolesno vino prije nego što ga se kupažira, ako je liječenje uopće moguće. U suprotnom slučaju zdravo vino s kojim se miješa može oboliti. Ne postoji formula ni preporuka za dobitnom kombinacijom kupažiranog vina. Sadržaj smjese slaže se ovisno o trenutku i situaciji. Kupažiranju se pristupa zbog različitih razloga:
- Događa se da u određenim godinama neka vina odstupaju u većoj mjeri od svog normalnog kemijskog sastava i organoleptičkih osobina. To se događa obično u godinama nepovoljnim za sazrijevanje grožđa. Tada se nedostatci vina izraze u netipičnom sadržaju alkohola, ukupnih kiselina, boje i mirisa.
- Također sorte mogu biti takve da daju vina nepovoljnog kemijskog sastava kojeg treba popraviti.
- Kod nekih vina može biti slabo izražena boja. Radi bolje obojenosti, slabije obojena crna vina se miješaju s bojadiserima (sorte s obojenim sokom).
- Mirisna svojstva vina često treba uskladiti sa zahtjevima tržišta.
- Vrlo se često kupažira radi miješanja prekomjerno sumporenog s nedovoljno sumporenim vinom.
- Kod miješanja različitih sorata, neke kombinacije su već dobro poznate. Bijelim sortama se kao začin daju aromatične ili muškatne sorte koje daje kompleksnost aromi vina. Kod crnih često se kupažira merlot, cabernet sauvignon i syrah.
- Vrlo se često događa dvojbena situacija kad se prosječno vino iste berbe različito razvija u različitim tankovima, pa je dvojba bi li se odvojilo ili kupažiralo ne bi li se izvuklo najbolje iz toga (profesionalno i ekonomski).[2]

## Postupci prije kupažiranja
Ako se želi kupažirati, mora se utvrditi sadržaj onih sastojaka koje se želi popraviti u vinu, poput alkohola, ukupne kiselosti, ekstrakta, boje, mirisa. Potom treba utvrditi najpovoljniji odnos pojedinog vina za kupažu (putem kušanja ili računskim putem). Prije nego što se kupažira preporuka je križnim računom (račun smjese) i s probom na malo utvrditi ispravan omjer, ali i provjeriti organoleptički ili pak kemijskom analizom rezultat takvog kupažiranja. Kušanje se primjenjuje kad želimo popraviti boju, okus i miris. Kod popravka sadržaja pojedinih sastojaka vina (alkohola, ukupne kiselosti i dr…) služimo se križnim računom, ali i onda nakon kupažiranja treba kušati vino. Alkohol, ostatak šećera ili ukupne kiseline u kupaži od 2 ili više vina možemo izračunati na više načina, a jedan je Pearsonov kvadrat. Kod nemjerivih svojstava, mora se raditi metodom pokušaja i pogreške dok se ne pogodi dobar omjer.

## Poslije kupažiranja
Nakon što se vina zamiješa, preporučuje ih se čuvati na 5-10 °C nekoliko tjedana da se provjeri stabilnost, ali i senzorna svojstva. Vino poslije kupažiranja dozrijeva tjednima, mjesecima a može i godinama. U tom vremenu vino može postati nestabilno. Ako se pojave znaci nestabilnosti vina kao što su zamućenje, taloženje i slično, mora se ukloniti prije nego što se mješavinom napuni boca. Zbog toga je bolje kupažirati prije same stabilizacije, premda se pravi karakter i kvaliteta vide tek u zrelom vinu.

## Vanjske poveznice
- Agroklub Aleksandra Kekić: Kupažiranje za bolju kvalitetu vina